# Valentine Fleming
Valentine Fleming (Newport-on-Tay, Reino Unido, 17 de febrero de 1882 - Épehy, Francia, 20 de mayo de 1917) fue un político por el Partido Conservador británico, parlamentario por Henley. Falleció en la Primera Guerra Mundial. Era el padre de los escritores Peter Fleming e Ian Fleming, creador este último del personaje de James Bond.